# Mission Familie
Mission Familie (Arbeitstitel: Familien in Not) war eine Pseudo-Dokumentation von Sat.1, in der Alina Wilms, die bereits 2010 als Traumatherapeutin in Amok – Anatomie des Unfassbaren mitgewirkt hat, Familien in Erziehungsfragen berät.
Mission Familie ist eine deutsche Lizenzversion der Super Nanny aus dem Formatkatalog von Warner Bros. Television. Das Lizenzformat war ab dem 26. März 2014 im TV zu sehen. Die Produktion übernahm, wie bereits bei der ersten Umsetzung bei RTL, Tresor TV. Der Originalname wurde von Sat.1 nicht mehr benutzt. Obwohl das lizenzierte Format dasselbe blieb, sollte es sich laut Sat.1 aufgrund eines "neuen Host und einer neuen Erzählweise" vom Originalformat absetzen.
Nach der Ausstrahlung im selben Jahr wurde die Sendung abgesetzt.

## Episodenliste

### Staffel 1
| Nr. | Titel                             | Erstausstrahlung |
| --- | --------------------------------- | ---------------- |
| 1   | Modediagnose ADHS                 | 19. März 2014    |
| 2   | Herausforderung Patchwork-Familie | 26. März 2014    |
| 3   | Eine Großfamilie am Limit         | 02. April 2014   |
| 4   | Alleinerziehend und überlastet    | 09. April 2014   |
| 5   | Teenager außer Kontrolle          | 16. April 2014   |
| 6   | Wenn Kinder Grenzen ignorieren    | 23. April 2014   |